# توني دوغلاس (موسيقي)
توني دوغلاس (بالإنجليزية: Tony Douglas)‏ هو موسيقي ومغني وكاتب أغاني أمريكي، ولد في 12 أبريل 1929 في Martin's Mill, Texas ‏ في الولايات المتحدة، وتوفي في 22 يناير 2013.